# Booth Colman
Booth Colman (Portland, 8 marzo 1923 – Los Angeles, 15 dicembre 2014) è stato un attore statunitense.
Nel corso della sua carriera televisiva è stato accreditato in oltre 120 produzioni dal 1953 al 2008. Ha partecipato inoltre a più di 40 film per il grande schermo dal 1952 al 2003.

## Biografia
Booth Colman debuttò al cinema e in televisione agli inizi degli anni cinquanta. Apparve in numerose serie televisive, interpretando personaggi come Zaius in sei episodi della serie Il pianeta delle scimmie (1974), Schnider in un doppio episodio della serie Delvecchio (1977) e il dottor Felix Burke in cinque episodi della serie Febbre d'amore (1986). Numerose anche le sue presenze in decine di serie televisive come guest star o personaggio minore, occasionalmente con ruoli diversi in più di un episodio.
Per il grande schermo interpretò, tra gli altri, Hiram in Il calice d'argento (1954), il capitano Stanhope in Il covo dei contrabbandieri (1955), Mories in Mondo senza fine (1956), Maxler in I trafficanti di Hong Kong (1956), il tenente Stefko in The Beast of Budapest (1958), Angelo Guglietta in Runaway Girl (1965), il governatore Murray in L'ultimo eroe del West (1971), il professor Halton in I Love You... Good-bye (1974) e il dottor Watson in Norma Rae (1979).

## Filmografia

### Cinema
- Il grande cielo (The Big Sky), regia di Howard Hawks (1952)
- Giulio Cesare (Julius Caesar), regia di Joseph L. Mankiewicz (1953)
- Operazione Corea (Flight Nurse), regia di Allan Dwan (1953)
- Il segreto degli Incas (Secret of the Incas), regia di Jerry Hopper (1954)
- Assalto alla Terra (Them!), regia di Gordon Douglas (1954)
- Il circo delle meraviglie (Ring of Fear), regia di James Edward Grant e William A. Wellman (1954)
- Più vivo che morto (Living It Up), regia di Norman Taurog (1954)
- Giungla umana (The Human Jungle), regia di Joseph M. Newman (1954)
- Le avventure di Hajji Babà (The Adventures of Hajji Baba), regia di Don Weis (1954)
- Il calice d'argento (The Silver Chalice), regia di Victor Saville (1954)
- Il principe degli attori (Prince of Players), regia di Philip Dunne (1955)
- Il figliuol prodigo (The Prodigal), regia di Richard Thorpe (1955)
- Il covo dei contrabbandieri (Moonfleet), regia di Fritz Lang (1955)
- L'inferno è a Dien Bien Fu (Jump Into Hell), regia di David Butler (1955)
- Mondo senza fine (World Without End), regia di Edward Bernds (1956)
- I trafficanti di Hong Kong (Flight to Hong Kong), regia di Joseph M. Newman (1956)
- Una ragazza ed una pistola (My Gun Is Quick), regia di Phil Victor e George White (1957)
- The Power of the Resurrection, regia di Harold D. Schuster (1958)
- The Beast of Budapest, regia di Harmon Jones (1958)
- I fuorilegge della polizia (The Case Against Brooklyn), regia di Paul Wendkos (1958)
- I marines delle isole Salomone (Tarawa Beachhead), regia di Paul Wendkos (1958)
- La signora mia zia (Auntie Mame), regia di Morton DaCosta (1958)
- L'uomo che capiva le donne (The Man Who Understood Women), regia di Nunnally Johnson (1959)
- Il letto di spine (The Bramble Bush), regia di Daniel Petrie (1960)
- Sotto dieci bandiere, regia di Duilio Coletti (1960)

Booth Colman in una scena di Giulietta e Romanoff (1961)

- Giulietta e Romanoff (Romanoff and Juliet), regia di Peter Ustinov (1961)
- I comanceros (The Comancheros), regia di Michael Curtiz (1961)
- I guai di papà (A Global Affair), regia di Jack Arnold (1964)
- Ho sposato 40 milioni di donne (Kisses for My President), regia di Curtis Bernhardt (1964)
- Scandalo in società (Youngblood Hawke), regia di Delmer Daves (1964)
- Raiders from Beneath the Sea, regia di Maury Dexter (1964)
- Runaway Girl, regia di Hamil Petroff (1965)
- Jean Harlow, la donna che non sapeva amare (Harlow), regia di Gordon Douglas (1965)
- I pistoleri maledetti (Arizona Raiders), regia di William Witney (1965)
- Wild on the Beach, regia di Maury Dexter (1965)
- Maryjane, regia di Maury Dexter (1968)
- Al di là di ogni ragionevole dubbio (The Lawyer), regia di Sidney J. Furie (1970)
- L'ultimo eroe del West (Scandalous John), regia di Robert Butler (1971)
- Time to Run, regia di James F. Collier (1973)
- I Love You... Good-bye, regia di Sam O'Steen (1974)
- Norma Rae, regia di Martin Ritt (1979)
- Return to the Secret Garden, regia di Scott Featherstone (2000)
- L'uomo che non c'era (The Man Who Wasn't There), regia di Joel ed Ethan Coen (2001)
- Prima ti sposo, poi ti rovino (Intolerable Cruelty), regia di Joel ed Ethan Coen (2003)

### Televisione
- The Ford Television Theatre – serie TV, un episodio (1953)
- Cavalcade of America – serie TV, 4 episodi (1953-1955)
- Schlitz Playhouse of Stars – serie TV, un episodio (1954)
- Lux Video Theatre – serie TV, un episodio (1955)
- Climax! – serie TV, episodio 1x22 (1955)
- Scienza e fantasia (Science Fiction Theatre) – serie TV, episodio 1x24 (1955)
- Broken Arrow – serie TV, 2 episodi (1956-1958)
- Passport to Danger – serie TV, un episodio (1956)
- The Adventures of Jim Bowie – serie TV, 3 episodi (1956)
- Telephone Time – serie TV, episodio 2x12 (1956)
- The Gray Ghost – serie TV, episodio 1x02 (1957)
- The George Burns and Gracie Allen Show – serie TV, un episodio (1957)
- The Veil – miniserie TV, un episodio (1958)
- Dragnet – serie TV, un episodio (1958)
- How to Marry a Millionaire – serie TV, 2 episodi (1958)
- Rescue 8 – serie TV, episodio 1x15 (1958)
- Man with a Camera – serie TV, episodio 1x12 (1959)
- Yancy Derringer – serie TV, episodio 1x21 (1959)
- Behind Closed Doors – serie TV, un episodio (1959)
- The Californians – serie TV, un episodio (1959)
- Zorro – serie TV, un episodio (1959)
- Thriller – serie TV, 2 episodi (1961-1962)
- Death Valley Days – serie TV, 2 episodi (1961-1962)
- Lotta senza quartiere (Cain's Hundred) – serie TV, un episodio (1961)
- The Rifleman – serie TV, un episodio (1961)
- Gli intoccabili (The Untouchables) – serie TV, 3 episodi (1962-1963)
- Bonanza – serie TV, 4 episodi (1962-1966)
- Avventure in paradiso (Adventures in Paradise) – serie TV, 2 episodi (1962)
- Route 66 – serie TV, un episodio (1962)
- King of Diamonds – serie TV, un episodio (1962)
- I'm Dickens, He's Fenster – serie TV, un episodio (1962)
- Have Gun - Will Travel – serie TV, episodio 6x11 (1962)
- Cheyenne – serie TV, un episodio (1962)
- Gunsmoke – serie TV, 2 episodi (1963-1972)
- The Dick Powell Show – serie TV, episodio 2x22 (1963)
- The Gallant Men – serie TV, episodio 1x22 (1963)
- G.E. True – serie TV, episodio 1x23 (1963)
- La legge del Far West (Temple Houston) – serie TV, episodio 1x01 (1963)
- The Greatest Show on Earth – serie TV, episodio 1x05 (1963)
- Indirizzo permanente (77 Sunset Strip) – serie TV, 2 episodi (1963)
- The Outer Limits – serie TV, un episodio (1964)
- Gli inafferrabili (The Rogues) – serie TV, episodio 1x02 (1964)
- Perry Mason – serie TV, 2 episodi (1964)
- Viaggio in fondo al mare (Voyage to the Bottom of the Sea) – serie TV, 2 episodi (1964)
- Ben Casey – serie TV, episodio 4x12 (1964)
- The Farmer's Daughter – serie TV, 2 episodi (1965-1966)
- I giorni di Bryan (Run for Your Life) – serie TV, 2 episodi (1965-1968)
- Daniel Boone – serie TV, 4 episodi (1965-1969)
- Io e i miei tre figli (My Three Sons) – serie TV, 3 episodi (1965-1972)
- Profiles in Courage – serie TV, 2 episodi (1965)
- Il fuggiasco (The Fugitive) – serie TV, un episodio (1965)
- L'isola di Gilligan (Gilligan's Island) – serie TV, un episodio (1965)
- Selvaggio west (The Wild Wild West) - serie TV, episodio 1x08 (1965)
- Strega per amore (I Dream of Jeannie) – serie TV, 2 episodi (1966-1967)
- F.B.I. (The F.B.I.) – serie TV, 3 episodi (1966-1967)
- Gli eroi di Hogan (Hogan's Heroes) – serie TV, un episodio (1966)
- I Monkees (The Monkees) – serie TV, un episodio (1966)
- Missione impossibile (Mission: Impossible) – serie TV, 2 episodi (1967-1970)
- Mannix – serie TV, 3 episodi (1967-1971)
- Iron Horse – serie TV, un episodio (1967)
- The Second Hundred Years – serie TV, un episodio (1967)
- Garrison Commando (Garrison's Gorillas) – serie TV, episodio 1x04 (1967)
- Al banco della difesa (Judd for the Defense) – serie TV, un episodio (1967)
- The Flying Nun – serie TV, 2 episodi (1968-1970)
- Gli invasori (The Invaders) – serie TV, un episodio (1968)
- Tarzan – serie TV, episodio 2x24 (1968)
- The Outsider – serie TV, episodio 1x02 (1968)
- Reporter alla ribalta (The Name of the Game) – serie TV, un episodio (1969)
- Marcus Welby (Marcus Welby, M.D.) – serie TV, un episodio (1969)
- Adam-12 – serie TV, un episodio (1969)
- Medical Center – serie TV, un episodio (1970)
- Tre nipoti e un maggiordomo (Family Affair) - serie TV, episodio 4x19 (1970)
- Mod Squad, i ragazzi di Greer (The Mod Squad) – serie TV, un episodio (1970)
- Il virginiano (The Virginian) – serie TV, 2 episodi (1970)
- La famiglia Smith (The Smith Family) – serie TV, 2 episodi (1971-1972)
- Uno sceriffo a New York (McCloud) – serie TV, 3 episodi (1971-1977)
- Arnie – serie TV, un episodio (1971)
- Due onesti fuorilegge (Alias Smith and Jones) – serie TV, un episodio (1971)
- Gideon – film TV (1971)
- The D.A. – serie TV, un episodio (1971)
- Le strade di San Francisco (The Streets of San Francisco) – serie TV, episodi 1x07-5x08 (1972-1976)
- Adventures of Nick Carter – film TV (1972)
- Cannon – serie TV, un episodio (1972)
- Barnaby Jones – serie TV, un episodio (1973)
- Kung Fu – serie TV, un episodio (1973)
- Love Story – serie TV, un episodio (1973)
- Sulle strade della California (Police Story) – serie TV, 3 episodi (1974-1976)
- A Tree Grows in Brooklyn, regia di Joseph Hardy – film TV (1974)
- Fools, Females and Fun – film TV (1974)
- Il pianeta delle scimmie (Planet of the Apes) – serie TV, 6 episodi (1974)
- Apple's Way – serie TV, un episodio (1974)
- Switch – serie TV, 2 episodi (1975-1976)
- Lincoln – miniserie TV, un episodio (1975)
- Lucas Tanner – serie TV, un episodio (1975)
- Returning Home – film TV (1975)
- Poliziotto di quartiere (The Blue Knight) – serie TV, un episodio (1975)
- Barbary Coast – serie TV, un episodio (1975)
- Harry O – serie TV, un episodio (1976)
- Time Travelers – film TV (1976)
- La città degli angeli (City of Angels) – serie TV, un episodio (1976)
- The Return of the World's Greatest Detective – film TV (1976)
- Francis Gary Powers: The True Story of the U-2 Spy Incident – film TV (1976)
- Quincy (Quincy M.E.) – serie TV, 2 episodi (1977-1979)
- Lou Grant – serie TV, 4 episodi (1977-1981)
- Ragazzo di provincia (Gibbsville) – serie TV, un episodio (1977)
- Yesterday's Child – film TV (1977)
- La squadriglia delle pecore nere (Baa Baa Black Sheep) – serie TV, un episodio (1977)
- Delvecchio – serie TV, 2 episodi (1977)
- In the Glitter Palace – film TV (1977)
- Time Out – serie TV, un episodio (1979)
- Una famiglia americana (The Waltons) – serie TV, un episodio (1979)
- Alla conquista del west (How the West Was Won)– miniserie TV, un episodio (1979)
- The Best Place to Be – film TV (1979)
- Lobo (The Misadventures of Sheriff Lobo) – serie TV, un episodio (1979)
- Marciano – film TV (1979)
- Galactica 1980 – serie TV, un episodio (1980)
- General Hospital – serie TV (1983)
- Febbre d'amore (The Young and the Restless) – serie TV, 5 episodi (1986)
- Destination America – film TV (1987)
- Volo KAL 007 - Alla ricerca della verità (Shootdown), regia di Michael Pressman – film TV (1988)
- Civil Wars – serie TV, 3 episodi (1991-1992)
- Chicago Hope – serie TV, un episodio (1995)
- Star Trek: Voyager – serie TV, episodio 4x04 (1997)
- Air America – serie TV, un episodio (1999)
- Frasier – serie TV, episodio 10x14 (2003)
- Jake in Progress – serie TV, episodio 1x08 (2005)
- My Name Is Earl – serie TV, episodio 1x14 (2006)
- Zack e Cody al Grand Hotel (The Suite Life of Zack and Cody) – serie TV, episodio 3x19 (2008)

## Doppiatori italiani
Nelle versioni in italiano delle opere in cui ha recitato, Booth Colman è stato doppiato da:
- Gianfranco Bellini ne Il segreto degli Incas
- Carlo Romano ne Le avventure di Hajji Babà
- Nando Gazzolo in Mondo senza fine
- Roberto Villa ne Il pianeta delle scimmie
- Gianni Mantesi in Volo KAL 007 - Alla ricerca della verità
- Mario Milita in L'uomo che non c'era
- Sergio Tedesco in Volo KAL 007 - Alla ricerca della verità (ridoppiaggio)
- Stefano Mondini in Zorro (ridoppiaggio)